# Saison 2012 de la WSA
La saison 2012 de l'Association internationale des joueuses de squash (ou WSA World Tour 2012), est constituée d'une centaine de tournois organisés par la WSA.
Le circuit se conclut par le WSA World Series Finals, le tournoi de fin de saison pour les 8 joueuses les mieux classées.

## Dotation en points WSA World Series Ranking
Les tournois WSA World Series ont une dotation en point spécifique. Les points sont calculés sur une base cumulative après chaque tournoi.
| Tournament   | Tournament | Tournament      | Ranking Points | Ranking Points | Ranking Points | Ranking Points | Ranking Points | Ranking Points |
| ------------ | ---------- | --------------- | -------------- | -------------- | -------------- | -------------- | -------------- | -------------- |
| Rang         | Dotation $ | Dotation Points | Gagnante       | Finaliste      | 3/4            | 5/8            | 9/16           | 17/32          |
| World Series | 70 000 $   | 625 points      | 100            | 65             | 40             | 25             | 15             | 10             |

## Calendrier 2012
L'Association internationale des joueuses de squash organise le WSA World Tour, l'équivalent féminin du PSA World Tour.

### World Open
| Tournoi                                                                                 | Date                | Championne                 | Finaliste     | Demi-finalistes                 | Quart de finalistes                                       |
| --------------------------------------------------------------------------------------- | ------------------- | -------------------------- | ------------- | ------------------------------- | --------------------------------------------------------- |
| WSA World Open 2012 Îles Caïmans World Open - World Series Platinum 165 000 $ - tableau | 13–21 décembre 2012 | Nicol David 11-6 11-8 11-6 | Laura Massaro | Raneem El Weleily Jenny Duncalf | Alison Waters Low Wee Wern Madeline Perry Natalie Grinham |

### World Series
| Tournoi                                                                                              | Date                          | Championne                              | Finaliste         | Demi-finalistes                    | Quart de finalistes                                          |
| --- | ----------------------------- | --------------------------------------- | ----------------- | ---------------------------------- | ------------------------------------------------------------ |
| Open de Kuala Lumpur 2012 Kuala Lumpur, Malaisie World Series Gold 70 000 $ - tableau                | 28–31 mars 2012               | Nicol David 11-4 12-10 11-9             | Annie Au          | Raneem El Weleily Nour El Sherbini | Laura Massaro Madeline Perry Rachael Grinham Dipika Pallikal |
| British Open 2012 Londres, Angleterre World Series Platinum 95 000 $ - tableau                       | 9–13 May 2012                 | Nicol David 11-6 11-6 11-6              | Nour El Sherbini  | Laura Massaro Raneem El Weleily    | Jenny Duncalf Annie Au Camille Serme Joelle King             |
| Malaysian Open Squash Championships 2012 Kuala Lumpur, Malaisie World Series Gold 70 000 $ - tableau | 11–15 septembre 2012          | Raneem El Weleily 12-10 11-13 11-6 11-2 | Nicol David       | Laura Massaro Low Wee Wern         | Jenny Duncalf Annie Au Nour El Sherbini Alison Waters        |
| US Open 2012 Philadelphie, États-Unis World Series Gold 70 000 $ - tableau                           | 7–12 octobre 2012             | Nicol David 14-12 8-11 11-7 11-7        | Raneem El Weleily | Laura Massaro Joelle King          | Jenny Duncalf Madeline Perry Kasey Brown Alison Waters       |
| Hong Kong Open 2012 Hong Kong, China World Series Gold 70 000 $ - tableau                            | 27 novembre - 2 décembre 2012 | Nicol David 11-9, 11-6, 8-11, 11-7      | Camille Serme     | Natalie Grinham Omneya Abdel Kawy  | Jenny Duncalf Alison Waters Kasey Brown Rachael Grinham      |

| Tournoi                                                                                           | Date             | Championne                   | Finaliste     | Demi-finalistes             | Quart de finalistes                                         |
| ------------------------------------------------------------------------------------------------- | ---------------- | ---------------------------- | ------------- | --------------------------- | ----------------------------------------------------------- |
| World Series Finals 2012 Queen's Club, Londres, Angleterre World Series Finals 50 000 $ - tableau | 2–6 janvier 2013 | Nicol David 11-3, 11-2, 11-9 | Laura Massaro | Jenny Duncalf Camille Serme | Raneem El Weleily Nour El Sherbini Annie Au Natalie Grinham |

### Gold 50
| Tournoi                                                                   | Date                          | Championne                                | Finaliste         | Demi-finalistes                | Quart de finalistes                                        |
| ------------------------------------------------------------------------- | ----------------------------- | ----------------------------------------- | ----------------- | ------------------------------ | ---------------------------------------------------------- |
| Cleveland Classic 2012 Cleveland, États-Unis Gold 50 50 000 $ - tableau   | 29 janvier - 1er février 2012 | Nicol David 7-11, 12-10, 11-7, 11-8       | Laura Massaro     | Madeline Perry Amanda Sobhy    | Jenny Duncalf Raneem El Weleily Annie Au Donna Urquhart    |
| Australian Open 2012 Canberra, Australia Gold 50 50 000 $ - tableau       | 15–19 août 2012               | Nicol David 17-15, 11-2, 11-6             | Laura Massaro     | Madeline Perry Dipika Pallikal | Kasey Brown Donna Urquhart Alison Waters Amanda Sobhy      |
| Carol Weymuller Open 2012 Brooklyn, États-Unis Gold 50 50 000 $ - tableau | 27–30 septembre 2012          | Laura Massaro 11-8, 11-4, 11-5            | Raneem El Weleily | Nour El Sherbini Alison Waters | Nicol David Jenny Duncalf Annie Au Joelle King             |
| Open de Chine 2012 Shanghai, Chine Gold 50 55 000 $ - tableau             | 25–28 octobre 2012            | Low Wee Wern 6-11, 11-4, 3-11, 11-3, 11-9 | Joelle King       | Alison Waters Kasey Brown      | Raneem El Weleily Annie Au Aisling Blake Omneya Abdel Kawy |

### Silver 35
| Tournoi                                                                       | Date                      | Championne                               | Finaliste    | Demi-finalistes                 | Quart de finalistes                                      |
| ----------------------------------------------------------------------------- | ------------------------- | ---------------------------------------- | ------------ | ------------------------------- | -------------------------------------------------------- |
| Open de Greenwich 2012 Greenwich, États-Unis Silver 35 35 000 $ - tableau     | 19–22 janvier 2012        | Raneem El Weleily 11-8 11-8 6-11 11-4    | Joelle King  | Samantha Terán Dipika Pallikal  | Madeline Perry Kasey Brown Natalie Grinham Jaclyn Hawkes |
| World Tour Pyramides 2012 Le Port-Marly, France Silver 35 35 000 $            | 28 June- 1er juillet 2012 | Alison Waters 11-8 12-14 11-5 11-8       | Low Wee Wern | Camille Serme Omneya Abdel Kawy | Madeline Perry Kasey Brown Natalie Grinham Aisling Blake |
| Open de Matamata 2012 Matamata, Nouvelle-Zélande Silver 35 35 000 $ - tableau | 23–26 août 2012           | Alison Waters 11-5 8-11 15-13 7-11 13-11 | Joelle King  | Low Wee Wern Jaclyn Hawkes      | Madeline Perry Annie Au Rachael Grinham Donna Urquhart   |

### Silver 25
| Tournoi                                                                         | Date                         | Championne                             | Finaliste         | Demi-finalistes                 | Quart de finalistes                                           |
| ------------------------------------------------------------------------------- | ---------------------------- | -------------------------------------- | ----------------- | ------------------------------- | ------------------------------------------------------------- |
| Tournament of Champions 2012 New York, États-Unis Silver 25 27 500 $ - tableau  | 23–26 janvier 2012           | Natalie Grinham 11-4 11-4 11-3         | Dipika Pallikal   | Jaclyn Hawkes Nour El Sherbini  | Rachael Grinham Donna Urquhart Sarah Kippax Latasha Khan      |
| Atwater Cup 2012 Montréal, Canada Silver 25 25 000 $                            | 20–23 mars 2012              | Alison Waters 7-11 11-5 9-11 11-6 11-3 | Kasey Brown       | Joey Chan Sarah Kippax          | Line Hansen Latasha Khan Aisling Blake Gaby Huber             |
| Open du Texas 2012 Dallas, États-Unis Silver 25 25 000 $ - tableau              | 17–22 April 2012             | Camille Serme 11-5 9-11 11-8 11-9      | Joelle King       | Annie Au Samantha Terán         | Donna Urquhart Latasha Khan Melody Francis Lucie Fialová      |
| Irish Squash Open 2012 Dublin, Irlande Silver 25 25 000 $                       | 25–28 April 2012             | Alison Waters 11-4 11-4 12-10          | Madeline Perry    | Laura Massaro Jaclyn Hawkes     | Omneya Abdel Kawy Sarah Kippax Nour El Sherbini Aisling Blake |
| Atlantis Open 2012 Alexandrie, Égypte Silver 25 25 000 $                        | 17–20 septembre 2012         | Nour El Tayeb 11-6 13-11 11-4          | Joey Chan         | Lauren Briggs Nouran Gohar      | Aisling Blake Sarah Kippax Heba El Torky Habiba Mohamed       |
| Open de Macao 2012 Macao, China Silver 25 25 000 $ - tableau                    | 18–21 octobre 2012           | Joelle King 11-5 11-1 9-11 6-11 11-6   | Omneya Abdel Kawy | Aisling Blake Joshna Chinappa   | Dipika Pallikal Delia Arnold Misaki Kobayashi Siyoli Waters   |
| Monte-Carlo Squash Classic 2012 Monte-Carlo, Monaco Silver 25 25 000 $- tableau | 29 octobre - 2 novembre 2012 | Natalie Grinham 6-11 12-10 11-2 11-2   | Madeline Perry    | Omneya Abdel Kawy Heba El Torky | Nour El Tayeb Lucie Fialová Tesni Evans Lisa Aitken           |

## Top 10 mondial 2012
| Rank | 2012              | 2012      |
| ---- | ----------------- | --------- |
| 1    | Nicol David       | 2 415,625 |
| 2    | Raneem El Weleily | 1 670,000 |
| 3    | Laura Massaro     | 1 430,250 |
| 4    | Alison Waters     | 1 049,789 |
| 5    | Joelle King       | 1 043,412 |
| 6    | Nour El Sherbini  | 943,281   |
| 7    | Low Wee Wern      | 865,556   |
| 8    | Annie Au          | 840,222   |
| 9    | Madeline Perry    | 736,105   |
| 10   | Dipika Pallikal   | 608,912   |

## Retraite
Ci-dessous, la liste des joueurs et joueuses notables (gagnants un titre majeur ou ayant fait partie du top 30 pendant au moins un mois) ayant annoncé leur retraite du squash professionnel, devenus inactifs ou ayant été bannis durant la saison 2012 :
- Tania Bailey (née le 2 octobre 1979 à Stamford, Angleterre) rejoint le circuit professionnel en 1998, atteignant la 4e pale mondiale en mars 2003. Elle gagne six titres WSA World Tour dont le Coronation London Open et atteint la finale du prestigieux British Open en 2002 perdant face à Sarah Fitz-Gerald et la finale du Hong Kong Open. Elle se retire en février 2012[3]
- Engy Kheirallah (née le 10 mars 1976 à Alexandrie) rejoint le circuit professionnel en 1999, atteignant la 12e place mondiale en octobre 2006. Elle remporte 5 titres WSA World Tour dont le Alexandria Sporting Club Open en 2005. Elle se retire en janvier 2012 après le championnat du monde.